# Tae-Ku Park
Tae-Ku Park (conocido también como Pietro Zanetel Park; Winnipeg, 27 de marzo de 2001) es un deportista canadiense que compite en taekwondo.
En los Juegos Panamericanos de 2023 obtuvo una medalla de bronce en la categoría de –68 kg. Ganó dos medallas en el Campeonato Panamericano de Taekwondo, bronce en 2022 y oro en 2024.

## Palmarés internacional
| Juegos Panamericanos    | Juegos Panamericanos         | Juegos Panamericanos | Juegos Panamericanos |
| Año                     | Lugar                        | Medalla              | Categoría            |
| ----------------------- | ---------------------------- | -------------------- | -------------------- |
| 2023                    | Santiago (Chile)             | Medalla de bronce    | –68 kg               |
| Campeonato Panamericano |                              |                      |                      |
| Año                     | Lugar                        | Medalla              | Categoría            |
| 2022                    | Punta Cana (Rep. Dominicana) | Medalla de bronce    | –74 kg               |
| 2024                    | Río de Janeiro (Brasil)      | Medalla de oro       | –74 kg               |